# Кальтатана
Кальтатана — пресноводное озеро на северо-востоке Якутии, в Среднеколымском улусе. Расположено на просторах Колымо-Алазейской низменности, в междуречье рек Алазея и Колыма, в 22 км к западу от озера Ламы. Имеет каплевидную форму с заливом на северо-западе.  
Находится на высоте 31 м над уровнем моря. Площадь озера составляет 19,5 км², площадь водосбора — 774 км². Длина озера около 6,5 км, максимальная ширина в южной части — 4 км. Впадают протоки из соседних озёр Садыкам на северо-западе и Диринг-Келтегене на юго-западе. На севере вытекает река Слобода.
Берега низкие, преимущественно покрытые тундровым редколесьем.
Ближайшие населенные пункты — село Сылгы-Ытар, расположенное примерно в 36,5 км к восток-юго-востоку и Налимск, расположенный в 38,5 км к запад-юго-западу.